# Шашков, Семён Александрович
Шашков Семен Александрович (род. 28 ноября 1989, Свердловск, СССР) — российский профессиональный баскетболист, играющий на позиции лёгкого форварда.
Родной брат баскетболиста Александра Шашкова.

## Карьера
Начал профессиональную карьеру в «ЕВРАЗ-Юниор» (Екатеринбург), затем перешёл в ЦСКА-молодёжная, ЦСКА «Тринта», ЦСКА-2 (все – Москва). С 2009 по 2012 выступал за команду «Урал» (Екатеринбург), в составе которого стал чемпионом Суперлиги 2011/2012. В рамках Суперлиги в сезоне 2011/2012 Семён провел 37 игр, набирая 9.9 очков и выполняя 3 подбора в среднем за матч.
28 июня 2012 года Семён Шашков перешёл в баскетбольный клуб «Нижний Новгород» в аренду на один сезон из БК «Урал».
В 2013 году подписал новое соглашение с «Нижним Новгородом». Контракт рассчитан на два года и заключен по схеме 1+1, с приоритетной опцией клуба на второй год сотрудничества. 31 октября 2013 года БК «Нижний Новгород» расторг контракт с Семёном Шашковым по обоюдному согласию.
В сентябре 2016 года Шашков стал игроком «Олимпии», но в декабре словенский клуб расторг контракт с Семёном.
В январе 2017 года Шашков подписал контракт с «Иркутом», в составе которого стал серебряным призёром Суперлиги.
В июле 2017 года Шашков перешёл в «Уралмаш». В Суперлиге-2 Семён в среднем за матч проводил на площадке 23 минуты и набирал 9 очков, 2 передачи и 1 перехват.
В июле 2018 года продолжил карьеру в новообразованном баскетбольном клубе «Восток-65».

## Сборная России
Выступал за юношескую сборную России на чемпионате Европы-2007 (до 18 лет) и молодёжную сборную России на чемпионате Европы-2009 (до 20 лет).

## Профиль игрока
Семён Шашков обладает отличными физическими данными для форварда, при росте 205 см его отличают длинные руки, отменная скорость, прыжок и  дриблинг. Переводы на скорости, обыгрыш на ведении, способность в проходах  менять направление движения, делать смены ритма, перевод мяча, финт или евростеп. Все его выше перечисленные качества вкупе с его размерами, длинными руками, прыгучестью колоссально осложняют жизнь для игроков опекающих его. Семён старателен в защите. К явным недостаткам Шашкова можно отнести недостаточно стабильный бросок с дистанции. Вынос на бросок у него медленный и при этом он не слишком сильно выпрыгивает.

## Достижения
- Чемпион Суперлиги: 2011/2012
- Серебряный призёр Суперлиги: 2016/2017
- Серебряный призёр Суперлиги-2 дивизион: 2021/2022
- Бронзовый призёр Суперлиги-2 дивизион: 2017/2018

## Статистика
| Сезон                                                                                   | Команда         | Лига               | GP | GS | MPG  | FG%  | 3P%  | FT%  | RPG | APG | SPG | BPG | PPG  |  |
| 2012/13                                                                                 | Все клубы       | Все лиги           | 23 | 8  | 12,7 | 43,0 | 21,7 | 72,2 | 2,2 | 0,4 | 0,2 | 0,3 | 5,9  |  |
| 2012/13                                                                                 | Нижний Новгород | Единая лига ВТБ    | 16 | 5  | 11,5 | 37,3 | 17,6 | 61,5 | 2,0 | 0,2 | 0,3 | 0,4 | 4,3  |  |
| 2012/13                                                                                 | Нижний Новгород | ПБЛ                | 11 | 4  | 12,5 | 48,9 | 28,6 | 77,8 | 2,5 | 0,6 | 0,0 | 0,4 | 6,9  |  |
| 2015/16                                                                                 | Лаштовка        | Чемпионат Словении | 26 | 22 | 24,4 | 47,1 | 34,7 | 70,3 | 3,7 | 1,3 | 0,8 | 0,5 | 10,7 |  |
|                                                                                         |                 | Всего              | 49 | 30 | 18,9 | 45,7 | 31,6 | 71,2 | 3,0 | 0,9 | 0,5 | 0,4 | 8,5  |  |
| Наведите курсор мыши на аббревиатуры в заголовке таблицы, чтобы прочесть их расшифровку |                 |                    |    |    |      |      |      |      |     |     |     |     |      |  |